# Jean Mugeli
Jean Mugeli (1890 – 1954) è stato un produttore cinematografico e regista francese.

## Filmografia

### Regista
- Le système D. Dé, co-regia di Ollier (1928)
- Les frères Delacloche, co-regia di Maurice Kéroul (1936)
- La fille de la Madelon, co-regia di Georges Pallu (1937)

### Produttore
- L'ange gardien, regia di Jacques de Casembroot (1942)
- Le coeur sur la main, regia di André Berthomieu (1948)
- Combourg, visage de pierre, regia di Jacques de Casembroot (1948)
- La lanterne des morts, regia di Jacques de Casembroot (1949)
- En ce temps-là..., regia di Alfred Chaumel (1951)